# Brachyelytrum
Brachyelytrum là một chi thực vật có hoa trong họ Hòa thảo (Poaceae).

## Loài
Chi Brachyelytrum gồm các loài: